# Waldemar Tietgens
Waldemar Tietgens (26 de març de 1879 – 28 de juliol de 1917) va ser un remer alemany que va competir cavall del segle xix i el segle xx. El 1900 va prendre part en els Jocs Olímpics de París, on guanyà una medalla d'or en la prova de quatre amb timoner com a membre de l'equip Germania Ruder Club, Hamburg. En la prova del vuit amb timoner acabà en la quarta posició final.
Morí al camp de batalla durant la Primera Guerra Mundial.